# سي جاي غايلز
تشيستر جاريل «سي جيه» جايلز، الابن (بالإنجليزية: C. J. Giles) (مواليد 25 سبتمبر 1985) لاعب كرة سلة أمريكي بحريني يلعب حاليا لصالح الأهلي البحريني. لعب كرة السلة في مدرسة شاطيء رينييه الثانوية وجامعتي كنساس وولاية أوريغون.

## المسيرة في الجامعة
انتسب سي جاي أولا في جامعة كنساس ولكن تم طرده منها في نوفمبر 2006 بسبب «السلوك غير المسؤول وعدم احترام قواعد الفريق».
في يناير 2007 انتقل سي جاي إلى جامعة ولاية أوريغون حيث بدأ التدرب مع فريق كرة السلة ولكن لم يلعب أي مباراة رسمية بسبب قوانين الانتقالات. ومع ذلك بعد مشاركته في 10 مباريات فقط للفريق في موسم 2007-08 فقد تم طرده مرة أخرى بسبب حضوره متأخرا عدة مرات للتدريبات. في أبريل 2008 أعلن عن ترشيحه للعب في دوري الرابطة الوطنية لكرة السلة عام 2008.

## المسيرة الاحترافية

### موسم 2008-09
بعد فشله في قرعة الدوري الأمريكي للمحترفين عام 2008 انضم سي جاي إلى تورونتو رابتورز في الدوري الصيفي للدوري الاميركي للمحترفين عام 2008. في 12 سبتمبر 2008 وقع مع لوس أنجلوس ليكرز. ومع ذلك تم تسريحه في وقت لاحق من قبل لوس أنجلوس ليكرز في 22 أكتوبر 2008. في 16 ديسمبر 2008 وقع لصالح نادي لوس انجليس دي فيندرز. في 5 مارس 2009 تمت صفقة تبدالية مع لاعب نادي سيوكس فولز سكايفورس إيرل بارون.
في مايو 2009 انضم سي جاي لنادي سمارت غيلاس الفلبيني لاعبا أجنبيا في بطولة أبطال آسيا لكرة السلة 2009.

### موسم 2009-10
في يوليو 2009 انضم سي جاي لنادي أورلاندو ماجيك في دوري أورلاندو الصيفي ونادي دنفر ناغتس في دوري لاس فيغاس الصيفي. في 22 أغسطس 2009 وقع مع سمارت غيلاس. ومع ذلك تم فسخ عقده في وقت لاحق من قبل النادي الفلبيني في 16 نوفمبر 2009 بعد مباراتين فقط في كأس الفلبين وبعد ثلاثة أيام وقع لصالح النادي الرياضي بيروت اللبناني لموسم 2009-10.

### موسم 2010-11
في يوليو 2010 انضم سي جاي لنادي غولدن ستايت ووريورز في الدوري الصيفي للدوري الاميركي للمحترفين عام 2010. في 12 فبراير 2011 وقع مع نادي الاتحاد السعودي. في أبريل 2011 غادر الاتحاد ووقع لصالح نادي بيتروشيمي بندر إمام الإيراني للعب في التصفيات النهائية للدوري الممتاز موسم 2010-11. في مايو 2011 غادر بيتروشيمي بندر إمام وانضم إلى نادي دهوك العراقي في بطولة أبطال آسيا لكرة السلة 2011.

### موسم 2011-12
في 29 أكتوبر 2011 وقع سي جاي لصالح نادي شباب زحلة اللبناني. ومع ذلك وبعد أقل من شهر انسحب من النادي بعد تعرضه لسبع خسائر متتالية في بدء الموسم الجديد. وقع في وقت لاحق مع نادي المحرق البحريني لبقية الموسم.

### موسم 2012-13
في أغسطس 2012 جدد سي جاي عقده مع المحرق لمدة موسم واحد.

### موسم 2013-14
في سبتمبر 2013 وقع سي جاي مع نادي عمشيت اللبناني. في يناير 2014 غادر عمشيت وعاد للانضمام للمحرق لبقية الموسم.

### موسم 2014-15
في 3 نوفمبر 2014 وقع سي جاي لصالح نادي تكساس ليغيندز. ومع ذلك تم فسخ عقده في 13 نوفمبر 2014. لعب في وقت لاحق في البحرين والصين.

### موسم 2015-16
في 2 نوفمبر 2015 وقع سي جاي لصالح نادي وستشستر نيكس. في 24 نوفمبر تم فسخ عقده بعدما لعب أربع مباريات فقط. في 27 يناير 2016 عاد إلى البحرين للانضمام إلى الأهلي.

## المسيرة الدولية
بعد حصوله على الجنسية البحرينية فقد انضم سي جاي لمنتخب البحرين لكرة السلة للمشاركة في بطولة أمم آسيا لكرة السلة 2013. سجل سي جاي 13 نقطة ليقود البحرين للفوز على الهند 82-80 في الوقت الإضافي. في المباراة الثانية سجل 12 نقطة ولكن البحرين خسرت من كازاخستان 76-79 في الوقت الإضافي. في المباراة الثالثة سجل سي جاي 18 نقطة لتفوز البحرين على تايلند 86-62 لتحتل المركز الثاني في المجموعة الرابعة لتتأهل البحرين إلى الدور الثاني. في المجموعة الثانية خسرت البحرين مبارياتها الثلاث من كوريا الجنوبية 51-96 وإيران 56-75 والصين 66-88 ولم يلعب سي جاي أي مباراة. وفي المباريات الترتيبية خسرت البحرين من هونغ كونغ 79-87 ثم من الهند 65-75 لتحتل المركز الثاني عشر وليستمر غياب سي جاي.

## الحياة الشخصية
سي جاي ابن تشيستر غايلز الأب وغيل جودوين ولديه أختان أكبر منه وأخ أصغر منه مالكولم. والده لعب في كانساس في الفترة من 1979 إلى 1980.

## روابط خارجية
- سي جاي غايلز على موقع الاتحاد الدولي لكرة السلة (الإنجليزية)
- سي جاي غايلز على موقع كرة السلة الأوروبية.كوم (الإنجليزية)
- سي جاي غايلز على موقع كلية كرة السلة في سبورتس رفرنس.كوم (الإنجليزية)
- سي جاي غايلز على موقع ريلجم (الإنجليزية)
- سي جاي غايلز على موقع بروبوليرز (الإنجليزية)
- سي جاي غايلز على موقع سبورتس رفرنس (الإنجليزية)